# Бабек (фільм)
«Бабек» (азерб. «Babək») — радянський художній кінофільм, створений у 1979 році на кіностудіях «Азербайджанфільм» і «Мосфільм». Фільм про життя і подвиги Бабека.

## Сюжет
Дія фільму відбувається в IX столітті. У фільмі описана історія життя Бабека, який, згідно з сюжетом фільму, очолював рух хуррамитів проти Арабського халіфату, який представлено як азербайджанський народно-визвольний рух. Події фільму представляють період народно-визвольного руху хуррамитів, в рядах яких, відповідно до сюжету, спільно з азербайджанцями билися араби, курди, фарсі та представники інших народів за національну незалежність Азербайджану від Халіфату під проводом народного героя Бабека. За двадцять років наполегливої боротьби Бабек виграв чотири битви. П'ята битва для нього стала фатальною: потрапивши в полон, Бабек відмовився від пропозиції викупити свою свободу ціною зради — і був страчений.

## У ролях
- Расім Балаєв —  Бабек
- Гасан Тураба —  Афшин
- Амалія Панахова —  Зарніса
- Тамара Яндієва —  Парвін
- Шахмар Алекперов —  Джавідан
- Мамед Вердієв —  Бугдай
- Хамід Азаєв —  Азрак
- Енвер Гасанов —  Тархан
- Гамлет Хані-Заде —  Халіф Мутасім
- Гаджи Мурад —  Халіф Мамун
- Самандар Рзаєв —  Ібн-Баїс
- Гаджи Халілов —  Ібн-Боят
- Раміз Меліков —  Сахл Ібн-Смбат
- Ельданіз Расулов —  Азін
- Мухтар Манієв —  Ібн-Муаз
- Аліаббас Кадиров —  Фазл
- Багадур Алієв —  Дівдад
- Мікаїл Мірзоєв —  Сотник
- Яшар Мамедов —  Абу Імран

## Знімальна група
- Режисер — Ельдар Кулієв
- Сценарист — Енвер Мамедханлі
- Оператор — Расім Ісмайлов
- Композитор — Полад Бюль-Бюль огли
- Художник — Маїс Агабеков